# A Comore-szigetek a 2011-es úszó-világbajnokságon
A Comore-szigetek a 2011-es úszó-világbajnokságon három úszóval vett részt.

## Úszás
Férfi
| Versenyző          | Esemény                      | Selejtező | Selejtező | Elődöntő          | Elődöntő          | Döntő             | Döntő             |
| Versenyző          | Esemény                      | Idő       | Helyezés  | Idő               | Helyezés          | Idő               | Helyezés          |
| ------------------ | ---------------------------- | --------- | --------- | ----------------- | ----------------- | ----------------- | ----------------- |
| Athoumani Youssouf | Férfi 50 méteres gyorsúszás  | 28.52     | 96        | Nem jutott tovább | Nem jutott tovább | Nem jutott tovább | Nem jutott tovább |
| Athoumani Youssouf | Férfi 100 méteres gyorsúszás | 1:04.75   | 100       | Nem jutott tovább | Nem jutott tovább | Nem jutott tovább | Nem jutott tovább |
| Ahmed Chawali      | Férfi 50 méteres gyorsúszás  | 28.82     | 100       | Nem jutott tovább | Nem jutott tovább | Nem jutott tovább | Nem jutott tovább |
| Ahmed Chawali      | Férfi 100 méteres gyorsúszás | DSQ       | DSQ       | Nem jutott tovább | Nem jutott tovább | Nem jutott tovább | Nem jutott tovább |

Női
| Versenyző         | Esemény                    | Selejtező | Selejtező | Elődöntő          | Elődöntő          | Döntő             | Döntő             |
| Versenyző         | Esemény                    | Idő       | Helyezés  | Idő               | Helyezés          | Idő               | Helyezés          |
| ----------------- | -------------------------- | --------- | --------- | ----------------- | ----------------- | ----------------- | ----------------- |
| Sihame Ayouba Ali | Női 100 méteres gyorsúszás | 1:21.54   | 77        | Nem jutott tovább | Nem jutott tovább | Nem jutott tovább | Nem jutott tovább |